# 19-й окремий батальйон НГ (Україна)
19-й окремий батальйон (19 ОБ НГУ, в/ч 3026) — підрозділ у складі Південного оперативно-територіального об'єднання Національної гвардії України. Виконує завдання з конвоювання, екстрадиції та охорони підсудних.

## Структура
- 1-ша стрілецька рота[1];
- 2-га стрілецька рота[2];
- 3-тя стрілецька рота[3];
- автомобільний взвод;
- медичний пункт.

## Командування
- підполковник Сергій Щербина (2019)